# Wartberg ob der Aist
Wartberg ob der Aist ist eine Marktgemeinde in Oberösterreich im Bezirk Freistadt im Mühlviertel mit 4505 Einwohnern (Stand 1. Jänner 2024).

## Geografie
Wartberg ob der Aist liegt auf 477 m Höhe im Unteren Mühlviertel im unmittelbaren Nahbereich von Pregarten und Hagenberg (Zusammen bilden sie die Kultur- und Wirtschaftsregion PreHaWa). Die Ausdehnung beträgt von Nord nach Süd 7,1 km und von West nach Ost 6,1 km. Die Gesamtfläche beträgt 19,5 km². 3,6 % der Fläche sind bewaldet und 13,3 % der Fläche landwirtschaftlich genutzt.

### Gemeindegliederung
Das Gemeindegebiet umfasst folgende 28 Ortschaften (in Klammern Einwohnerzahl Stand 1. Jänner 2024):
- Altenhaus (118)
- Arnberg (90)
- Doberhagen (14)
- Frensdorf (351)
- Friensdorf (162)
- Haag (9)
- Hacklberg (137)
- Im Bichl (6)
- Klausmühle (13)
- Klingenwehr (39)
- Oberer Schlossberg (26)
- Obergaisbach (158)
- Obervisnitz (176)
- Reitling (118)
- Reitlingberg (55)
- Scheiben (175)
- Schloss Haus (96)
- Schlossberg (160)
- Schönreith (131)
- Steinpichl (271)
- Türnberg (71)
- Untere Reitling (127)
- Untergaisbach (346)
- Untervisnitz (58)
- Wartberg ob der Aist (1299)
- Wolfsegg (74)
- Zeilerberg (225)

Die Gemeinde besteht aus den Katastralgemeinden Untergaisbach und Wartberg ob der Aist.
Die Gemeinde gehört zum Gerichtsbezirk Freistadt.

### Ortsbezeichnungen
Die folgenden Angaben entstammen, so nicht anders angegeben, der Darstellung von Hohensinner und Wiesinger:
- Visnitz: Urkundlich erstmals 1125 als Uisinisse. Ahd. Fisinissa ist eine Zusammensetzung von Fis (feiner Regen) und Nissa (feuchter Ort, Wiese).
- Frensdorf: Urkundlich erstmals 1230 als Vateinsindorf. Dem slawischen Wort Bratrešz (= Bruder) als Ortsbezeichnung wurde bei der Eindeutschung ein -dorf angehängt.
- Friensdorf: Urkundlich erstmals 1378 als Fuenstorf. Bei dem Ortsnamen handelt es sich um die Zusammensetzung von -dorf mit dem Diminutiv mhd.
- Vüns. Sinngemäß meinte der Name ein „kleines Örtchen“.
- Gaißbach: Urkundlich erstmals 1120/30 als Geizbach. Zusammensetzung aus Geiß (Ziege) und Bach, im Sinne von: „Bach, an dem Ziegen gehalten werden“.
- Guschlbauer-Siedlung: Der Name geht auf den Grundstücksbesitzer Guschlbauer zurück, auf dessen Grund in den 1970er Jahren die Siedlung errichtet wurde.
- Hochstrass-Siedlung:  Urkundlich erstmals 1514 als Hochstrass. Hier verlief eine Handelsstraße von der Donau nach Böhmen (Mauthausen-Freistadt). An dieser Stelle verlief die Straße auf hoher Hügellage, daher der Name.
- Reitling: Urkundlich erstmals im 13. Jhdt. als Roeudnich. Hier hat sich der ehemalige Name des linken Seitenbaches der Visnitz auf die Gegend übertragen: Slaw. *ruda kann rotbraune Eisenerde, Erz, eisenhältiger Sumpf  bedeuten. Wahrscheinlich nimmt die Bezeichnung auf das rotbraune Wasser Bezug.
- Scheiben: Urkundlich erstmals 1656 als Scheiben. Die von mhd. schîbe ( Scheibe, Kreis, Platte) abgeleitete Bezeichnung beschreibt ein scheibenförmiges Gelände, um das ein Weg mit starker Krümmung herumführte.
- Steinpichl: Urkundlich erstmals 1612 als Steinbichl. Mhd. Pichl ist eine Form von Bühel, was Hügel bedeutet: „Steinhügel“.
- Wartberg: Urkundlich erstmals 1111 als Wartperch. Mit Verweis auf die Bedeutung des Wortes „Warte“ (z. B. Aussichtswarte) ist sinngemäß ein die Landschaft beherrschender Berg gemeint, von dem aus man die Landschaft ausspähen kann.

### Nachbargemeinden
| Unterweitersdorf | Hagenberg                                   |                      |
| Engerwitzdorf    | Kompassrose, die auf Nachbargemeinden zeigt | Pregarten            |
| Katsdorf         |                                             | Ried in der Riedmark |

## Geschichte
1111 von Bischof Ulrich von Passau erstmals urkundlich erwähnt und im Ostteil des Herzogtums Bayern liegend, gehörte der Ort seit dem 12. Jahrhundert zum Herzogtum Österreich. Bei einem der Hussiteneinfälle ins Mühlviertel wurde Wartberg im Jahr 1422 zerstört. Seit 1490 wird er dem Fürstentum 'Österreich ob der Enns' zugerechnet. Während der Napoleonischen Kriege war der Ort mehrfach besetzt. Seit 1918 gehört der Ort zum Bundesland Oberösterreich. Nach dem Anschluss Österreichs an das Deutsche Reich am 13. März 1938 gehörte der Ort zum „Gau Oberdonau“. Nach 1945 lag Wartberg in der sowjetischen Besatzungszone. Nach 1955 erfolgte ein Aus- und Neubau der Infrastruktur. 1983 wurde Wartberg zum Markt erhoben.

## Bevölkerung

### Entwicklung und Struktur
Im Jahr 1869 wohnten im Gemeindegebiet 1398 Menschen. Die Einwohnerzahl stieg stetig, mit einem Einbruch um 1939. Seit dem Ende des Zweiten Weltkriegs geht es mit der Einwohnerzahl steil bergauf. So wurde Wartberg die nach Bevölkerung drittgrößte Gemeinde im Bezirk Freistadt. Im Jahr 1991 hatte die Gemeinde bei der Volkszählung 3190 Einwohner, 2001 bereits 3731, was einem Anstieg von 17 % entspricht. Am 1. Jänner 2008 verzeichnete die Gemeinde 3961 Einwohner, den höchsten Stand in ihrer Geschichte. Der Bevölkerungsanstieg der letzten Jahre in Wartberg ist fast ausschließlich auf Zuzug zurückzuführen.
Bei der Volkszählung 2001 betrug der Anteil der Einwohner, die 60 Jahre und älter waren, 16,7 %; 20,2 % waren unter 15 Jahre alt. Der Anteil der weiblichen Bevölkerung lag bei 49,7 %.
Von den 3406 Bewohnern Wartbergs, die 2011 über 15 Jahre alt waren, hatten 287 eine Universität, Fachhochschule oder Akademie abgeschlossen. Weitere 426 hatten die Matura absolviert, 1763 hatten einen Lehrabschluss oder eine berufsbildende mittlere Schule besucht und 930 aller Wartberger hatten die Pflichtschule als höchsten Abschluss.

### Herkunft und Sprache
Der deutsche Dialekt, der im Raum Wartberg o.d. Aist sowie in ganz Oberösterreich allgemein gesprochen wird, ist das Mittelbairische. 98,6 % der Wartberger gaben 2001 Deutsch als Umgangssprache an. Weitere 0,7 % sprachen hauptsächlich Kroatisch, 0,3 % Tschechisch, der Rest gab andere Umgangssprachen an.
Der Anteil der Wartberger mit ausländischer Staatsbürgerschaft lag 2001 mit 1,6 % weit unter dem Durchschnitt Oberösterreichs. 0,3 % der Wartberger Bevölkerung besaß die Staatsbürgerschaft Bosnien-Herzegowinas, 0,3 % jene Deutschlands und 1 % entfielen auf sonstige Staatsbürger. Insgesamt waren 2001 etwa 2,7 % der Wartberger in einem anderen Land als in Österreich geboren.

## Kultur und Sehenswürdigkeiten

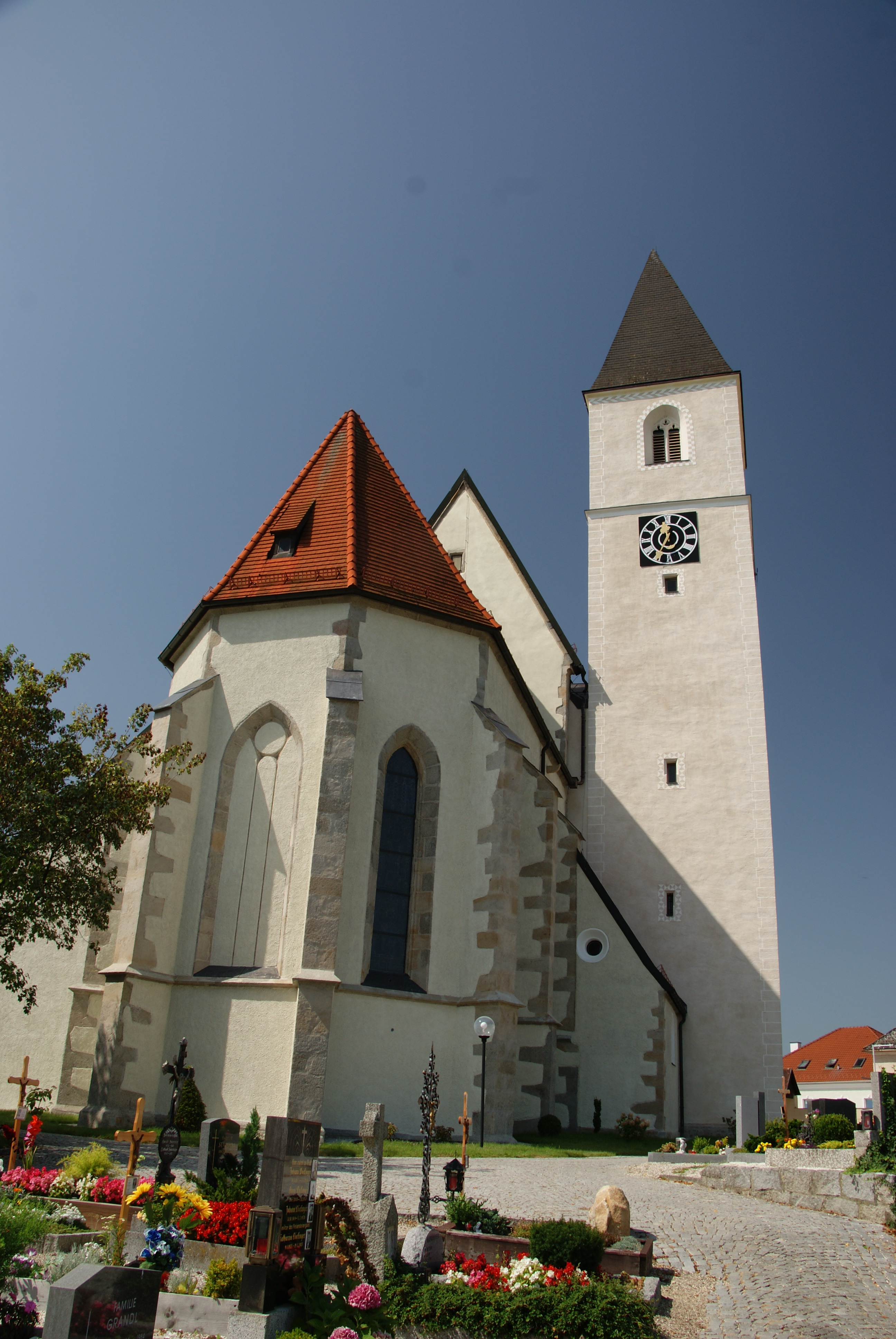
Pfarrkirche Wartberg ob der Aist

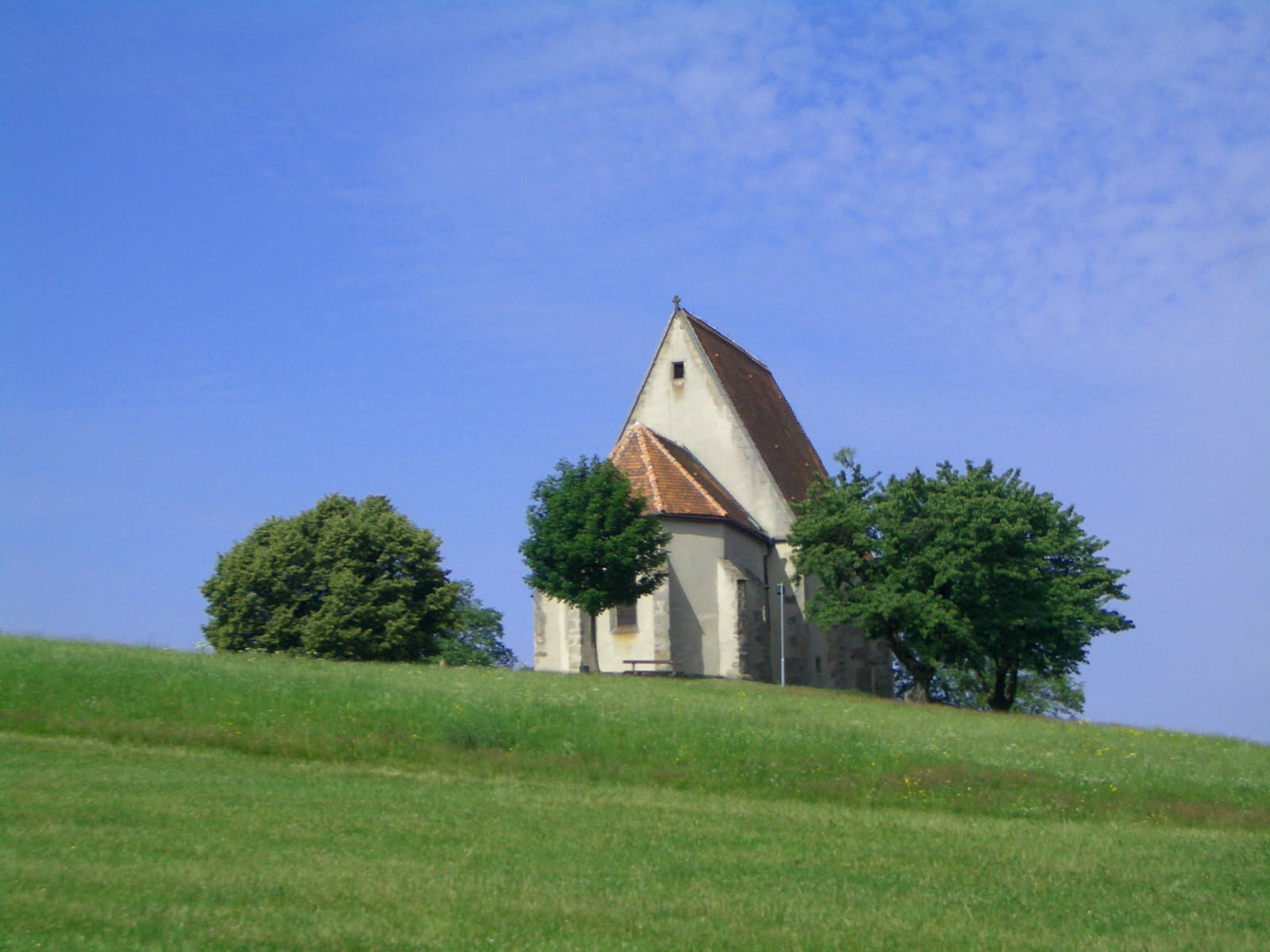
Wenzelskirche

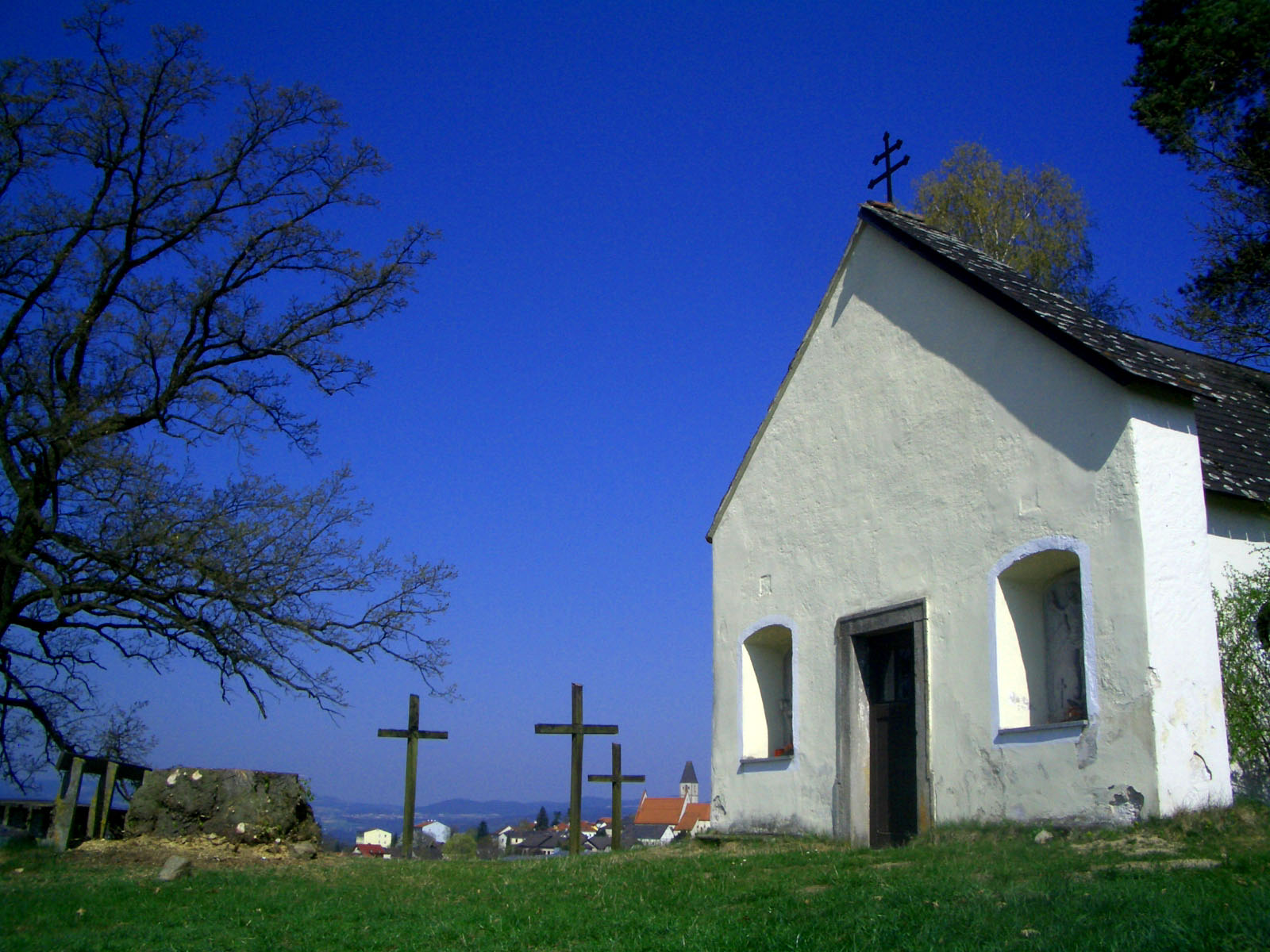
Kapelle auf dem Kalvarienberg

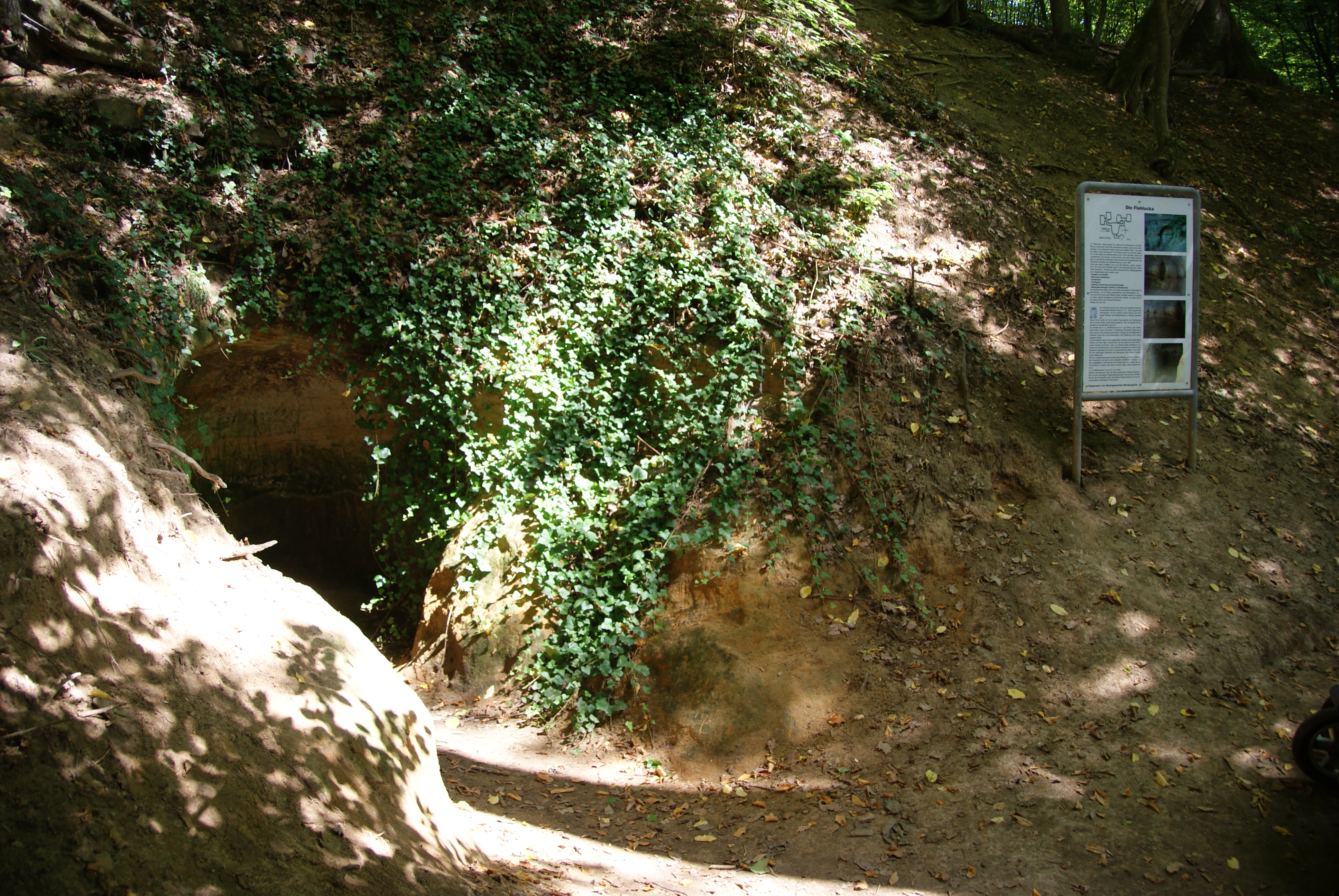
Eingang zur „Flehlucka“

- Schloss Haus: Ein dreiflügeliger Bau aus den Jahren 1721–1729, bis 1958 Starhembergscher Besitz; seit 1947 ein Pflegeheim.

Wartberg ist eine geschlossene Kirchensiedlung mit drei gotischen Kirchen: der Pfarrkirche, der Michaelskapelle und der Wenzelskirche.
- Pfarrkirche Wartberg ob der Aist Mariä Himmelfahrt: Die hauptsächlich gotische Pfarrkirche wurde erstmals am 23. August 1111 urkundlich erwähnt. Bischof Ulrich von Passau bestätigt in der Urkunde, dass ein gewisser Sigihart die Kirche von Wartberg mit ihrem Besitz dem Kloster St. Florian übergeben hat. Im Jahre 1128 wurde Kirche durch den Bischof Reginmar von Passau geweiht. Nach den Hussiten- und den Böhmischen Grenzkriegen wurde das gotische Langhaus als dreischiffige Halle mit Netzrippengewölbe neu errichtet und im Jahre 1508 von Bernardus, Bischof von Passau geweiht. Sehenswert in der Pfarrkirche ist das Kreuzrippengewölbe (Ende 1400) und die Armenbibel (um 1500), welche als Fresken bei der Restaurierung 1963 freigelegt wurden.
- Michaelskapelle: Der Name „Michaels-Kapelle“ deutet auf den Beginn der Christianisierung hin. Die Kapelle ist zwischen dem 9. und 10. Jahrhundert entstanden und somit wahrscheinlich die älteste Kirche Wartbergs. Die Kapelle wurde ursprünglich als Karner erbaut, dann fürstlich Starhembergsche Gruftkapelle. In eine Aufbahrungshalle wurde die Michaelskapelle 1976 umgebaut. Die eigentliche Michaels-Kapelle befand sich dort, wo sich jetzt die Aufbahrungshalle mit der Süd-Apsis befindet. Der spätgotische Teil nördlich davon, die Dionysiuskapelle, wurde im Jahre 1508 an die Michaels-Kapelle angebaut und bis heute fälschlich als Michaels-Kapelle bezeichnet.
- Wenzelskirche: Es ist anzunehmen, dass der Ort, auf dem heute die Wenzelskirche steht, schon den ersten, noch heidnischen Siedlern als Kultstätte gedient hat. Nach der Christianisierung wurde dort vermutlich aus Holz eine Kapelle errichtet. Die Wenzelskirche hat ihre Anfänge wahrscheinlich in der Zeit um 800. Man nimmt an, dass die später gemauerte Kapelle von den slawischen Siedlern im 10. Jahrhundert dem heiligen Wenzel von Böhmen kurz nach seinem Tod geweiht wurde. Nach Renovierungsarbeiten 1964 fand die Kirche ihre Bestimmung als Kriegergedenkstätte.
- Kalvarienberg
- Flehlucka (Fliehloch), ein gut erhaltener Erdstall im Ort Reitling[7]

Naturdenkmäler
- Landschaftsschutzgebiet „Unteres Feldaisttal“

Theater
- Verein „Theater am Wartberg“, gegründet 1996

## Wirtschaft und Infrastruktur

### Verkehr
- Straße: Die Mühlkreis Autobahn A 7 bietet eine sehr gute Verkehrsverbindung nach Linz
- Bahn: Die nächsten Bahnhöfe sind Gaisbach Wartberg (Summerauerbahn) bzw. Haltestelle Schloss Haus und in der Nachbargemeinde Pregarten der Bahnhof Pregarten (Summerauerbahn bzw. S3 von Linz bis Pregarten)

### Öffentliche Einrichtungen
- Veranstaltungszentrum: Das Veranstaltungszentrum wurde am 11. März 2007 offiziell eröffnet. Im Erdgeschoß des Volksschulbaus wurden Hort und Jugendzentrum einquartiert. Für kulturelle Veranstaltungen steht ein Veranstaltungssaal mit einer Kapazität bis rund 400 Personen zur Verfügung. Für die Erwachsenenbildung gibt es zwei Seminarräume. Der Trauungsraum ist seit Jänner 2007 im Gebäude integriert. Im neuen Kindergartengebäude sind Räumlichkeiten für drei Kindergartengruppen, eine Krabbelgruppe und das Eltern-Kind-Zentrum untergebracht.
- Im Gemeindegebiet existiert die Freiwillige Feuerwehr.

### Bildung
- Die alte Schule: Die alte (Volks-)Schule wurde 1673 erbaut. An der Ostfront schloss das Totengräberhäusl an. Bis zum Jahre 1763 dürften den Unterricht nur 50 bis 60 Schüler besucht haben. Der Unterricht wurde in einer Klasse mit zwei Abteilungen gehalten. Im Jahre 1763 wurde eine zweite Klasse eingerichtet. Möglicherweise wurden auch vorübergehend Räumlichkeiten der nahen Michaelskapelle als Schulraum verwendet. Bruchstücke von Schultafeln, die man bei Renovierungsarbeiten der Michaelskapelle unter dem Fußboden fand, deuten darauf hin. In der „Schreckensnacht“ vom 12. auf den 13. Oktober 1840 brannten acht Häuser, darunter auch die Schule, und drei Scheunen ab. Die Schule wurde von den damals bestehenden Konkurrenten (geistliche und weltliche Obrigkeit) wieder erbaut. Das alte Schulhaus diente seiner Aufgabe bis 1971.
- Die neue Schule: Die Schule übersiedelte auf das derzeitige Areal unter der Leitung von Oberschulrat Karl Sengstschmid. 1991 wurde mit der Planung von Kulturräumlichkeiten begonnen. Der starke Zuzug in die Gemeinde Wartberg ergab die Notwendigkeit der Schulerweiterung um zwei Schulklassen. Daraus entwickelte sich das Projekt: „Schul-, Bildungs- und Kulturräumlichkeiten“. Verwirklicht wurde dies mit dem oben beschriebenen Veranstaltungszentrum.
- Zusätzlich besteht eine Bücherei und eine Nebenstelle der Volkshochschule Freistadt.

### Sport/Freizeit
- Zahlreiche Möglichkeiten bieten sich in Wartberg Sport zu betreiben. Zahlreiche Sportarten der verschiedensten Sektionen bietet der Sportverein, „TSU Wartberg/Aist“ an.

## Politik

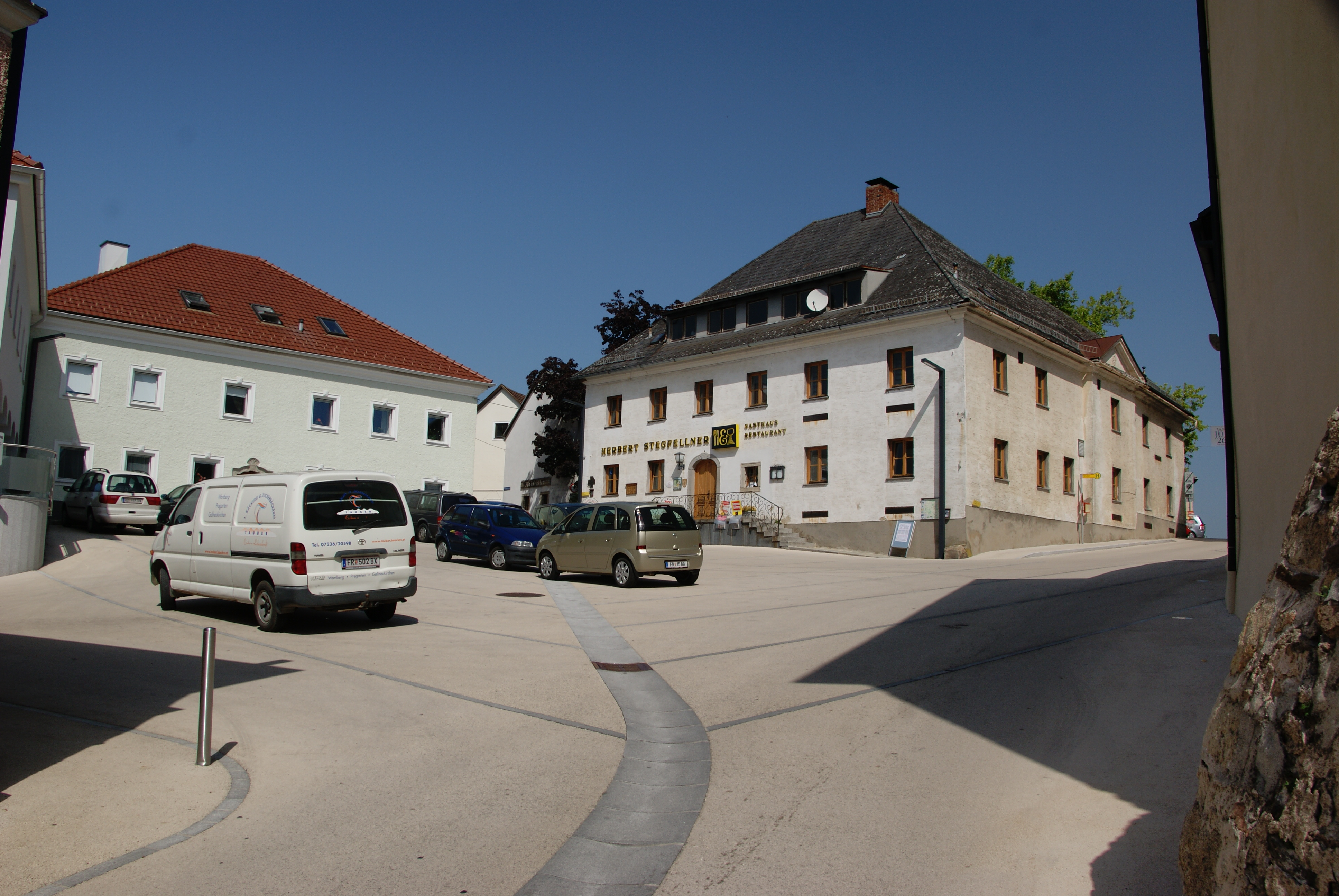
Marktplatz

### Gemeinderat
Der Gemeinderat hat 25 Mitglieder.
- Mit den Gemeinderats- und Bürgermeisterwahlen in Oberösterreich 2003 hatte der Gemeinderat folgende Verteilung: 13 SPÖ, 9 ÖVP, 2 GRÜNE und 1 FPÖ.
- Mit den Gemeinderats- und Bürgermeisterwahlen in Oberösterreich 2009 hatte der Gemeinderat folgende Verteilung: 11 SPÖ, 8 ÖVP, 3 GRÜNE, 2 FPÖ und 1 BZÖ.
- Mit den Gemeinderats- und Bürgermeisterwahlen in Oberösterreich 2015 hatte der Gemeinderat folgende Verteilung: 14 SPÖ, 7 ÖVP und 4 GRÜNE.
- Mit den Gemeinderats- und Bürgermeisterwahlen in Oberösterreich 2021 hat der Gemeinderat folgende Verteilung: 12 SPÖ, 6 ÖVP, 4 GRÜNE und 3 FPÖ.[8][9]

Zwischen dem Jahr 1945 und 1967 erreichte die ÖVP immer die absolute Mehrheit. Seitdem ist die SPÖ die stimmenstärkste Partei. Die FPÖ wurde bis 1997 immer die drittstärkste Partei, seit 2003 sind die Grünen die drittstärkste Partei. 2003 wurde die SPÖ mit 49,1 % stimmenstärkste Partei und regierte mit absoluter Mandats-Mehrheit. 2009 verlor die SPÖ diese absolute Mandats-Mehrheit wieder, sie blieb mit 44,4 % aber stimmenstärkste Partei vor der ÖVP. Drittstärkste Partei wurden wieder die Grünen vor der FPÖ. Das BZÖ erreichte beim ersten Antreten 4,0 % der Stimmen, was einem Gemeinderats-Mandat entspricht. 2015 erlangte die SPÖ die absolute Mandats-Mehrheit wieder mit 55,5 % der Stimmen. Die ÖVP blieb zweitstärkste Kraft mit 26,5 % der Stimmen aber verlor ein Mandat. Drittstärkste Partei wurden wieder die Grünen und gewannen ein Mandat dazu. Die FPÖ verlor aufgrund des Nichtantretens ihre zwei Mandate im Gemeinderat. Das BZÖ verlor ihr einziges Mandat, weil sie bei der Gemeinderatswahl 2015 nicht angetreten sind.

### Bürgermeister
- bis 2013 Erich Hackl (SPÖ)
- seit 2013 Dietmar Stegfellner (SPÖ)

### Gemeindepartnerschaften
- seit Jahr?  Vodňany, Tschechien

### Wappen
Offizielle Blasonierung des Gemeindewappens: „Geviert; 1 rot; 2 in Silber ein schwarzes, schwebendes geschweiftes Tatzenkreuz mit seitlich schrägen Armen; 3 in Silber drei rote Wellenleisten; 4 schwarz.“
Das schwarze Tatzenkreuz verweist auf die 1964 in der ehemaligen Wenzelskirche eingerichtete Gedächtnisstätte des Bezirks Freistadt für die Toten der beiden Weltkriege. Die Wellenleisten repräsentieren die Feldaist. Die Farben Rot-Weiß-Schwarz sind die Farben des Ministerialengeschlechtes der Hauser, die im 13. Jahrhundert die Herrschaft Schloss Haus innehatten.

Die Gemeindefarben sind Rot-Weiß-Schwarz.
Die Verleihung des Gemeindewappens und der Gemeindefarben erfolgte am 14. August 1972.

## Persönlichkeiten

### Söhne und Töchter der Stadt
- Julius von Hann (1839–1921), Meteorologe
- Wilhelm Foissner (1948–2020), Biologe
- Gottfried Winkler (* 1956), Vorsitzender der  Verkehrs- und Dienstleistungsgewerkschaft vida

### Personen mit Bezug zur Gemeinde
- Richard Pils (* 1946), Verleger und Gründer des Verlags Bibliothek der Provinz
- Johann Schuster (* 1942), Politiker (ÖVP) und Landwirt
- Gerhard Wagner (* 1954), römisch-katholischer Priester, seit 1988 Pfarrer in Windischgarsten
- Maximilian Walch (* 1952), Politiker
- Jakob Weeser-Krell (1843–1903), Ingenieur und Industriemaler